# Tabanus tenens
Tabanus tenens är en tvåvingeart som beskrevs av Walker 1850. Tabanus tenens ingår i släktet Tabanus och familjen bromsar. Inga underarter finns listade i Catalogue of Life.